# Nottuln
Nottuln é um município da Alemanha localizado no distrito de Coesfeld, região administrativa de Münster, estado de Renânia do Norte-Vestfália.